# Droga krajowa nr 502 (Węgry)
Droga krajowa nr 502 (węg. 502-es főút) – droga krajowa w południowych Węgrzech. Przebiega w całości w granicach Segedyna, stanowiąc jego zachodnią obwodnicę. Pozwala ominąć miejski odcinek drogi nr 5. Długość drogi wynosi 5 km.